# Golf d'Urabá
El golf d'Urabá és la zona més meridional del mar Carib i es troba a l'est de la frontera entre Panamà i Colòmbia. Es troba comprès dins el golf de Darién i és una petita llengua de mar que s'estén cap al sud, entre el cap Caribaná i el cap Tiburón, a la frontera entre Colòmbia i Panamà, i que inclou les costes de la ciutat portuària de Turbo. El delta del riu Atrato s'endinsa cap al golf.
La temperatura mitjana és de 28 °C i donades diferents condicions climàtiques i geològiques, entre elles els vents que procedeixen de l'oest, les serralades del Baudó i Darién, i l'enorme humitat relativa (entre 85 i 98%), en aquesta zona es registren les precipitacions pluviomètriques majors de tot el continent americà, superant-se amb escreix els 10.000 mm anuals.
A les seves ribes es troben les poblacions de Turbo, Necoclí i Acandí, i antigament la ciutat de Santa María la Antigua del Darién que fou el primer assentament europeu a Colòmbia.